# Кондијак
Кондијак (фр. Condillac) је насељено место у Француској у региону Рона-Алпи, у департману Дром.
По подацима из 2011. године у општини је живело 142 становника, а густина насељености је износила 14,84 становника/km².

## Демографија
| 1962. | 1968. | 1975. | 1982. | 1990. | 2011. |
| ----- | ----- | ----- | ----- | ----- | ----- |
| 98    | 93    | 86    | 88    | 124   | 142   |